# Nastia Liukin
Anastasíja Valér'evna Ljúkina, nota con il nome anglicizzato Nastia Liukin (in russo Анастаси́я Вале́рьевна Лю́кина?; Mosca, 30 ottobre 1989), è un'ex ginnasta statunitense di origine sovietica.
Figlia di due ginnasti che rappresentarono l'URSS a livello internazionale, Valerij Ljukin e Anna Kočneva, crebbe negli Stati Uniti, Paese che rappresentò fin dall'età di dodici anni e per il quale disputò un'edizione dei giochi olimpici e svariate edizioni di campionati mondiali e panamericani di ginnastica.
Ha una sua linea di attrezzature per ginnaste, prodotte dalla American Athletic, Inc. È sponsorizzata dalla Visa, AT&T, GK Elite Sportswear.

## Giovanili
Inizia a praticare ginnastica artistica all'età di tre anni.
I suoi genitori la portavano sempre in palestra con loro perché non potevano permettersi una babysitter che si occupasse di lei mentre loro lavoravano.
Disputa il suo primo campionato nazionale giovanile nel 2002 a dodici anni.
Al contrario delle sue compagne di squadra della WOGA Carly Patterson e Hollie Vise che si classificano rispettivamente prima e seconda, Nastia cade durante il suo esercizio alle parallele asimmetriche, che le impediscono di finire la routine. Continua il resto della gara e, nonostante l'errore alle parallele, arriva quindicesima.
Entra a far parte della Squadra Nazionale nel 2002, partecipa ai Giochi Panamericani dove contribuisce a far vincere al Team un oro. Vince inoltre l'argento alle parallele asimmetriche, trave e concorso generale.
Nel 2003, Nastia è una delle più forti ginnaste della sezione giovanile degli Stati Uniti. Vince i Campionati Nazionali Giovanili e porta a casa tre medaglie d'oro su quattro: parallele asimmetriche, trave e corpo libero. Ripete questi risultati nel 2004, dove vince anche il concorso generale giovanile del Pacific Alliance Championships.

## Carriera Senior

### 2005-2006: campionati mondiali di Melbourne e campionati mondiali di Aarhus
Nel 2005, Liukin vince il suo primo Campionato Nazionale come Senior e, ancora una volta, conquista una medaglia d'oro alle parallele asimmetriche e alla trave.
Ai Campionati del Mondo di Melbourne dello stesso anno, conclude il concorso generale al secondo posto dietro alla connazionale Chellsie Memmel con un punteggio di 37.822. Vince poi l'oro alla trave e alle parallele asimmetriche, l'argento al corpo libero.
Nel 2006 entra a far parte della squadra nazionale degli Stati Uniti per gareggiare nei Campionati del Mondo ad Aarhus, in Danimarca. Favorita nella corsa per vincere il concorso generale, si infortuna alla caviglia durante un allenamento e riesce a competere solo alle parallele asimmetriche. Nonostante questo, grazie alla sua routine, aiuta a far vincere la medaglia d'argento alla squadra statunitense. Vince anche un argento individuale alle parallele, con un punteggio di 16.05.

### 2007: Campionati del Mondo a Stoccarda
A causa del suo infortunio alla caviglia è costretta ad operarsi, e in questo periodo di recupero non partecipa alle competizioni nazionali ed internazionali.
Nel luglio del 2007, nonostante il suo periodo di convalescenza, torna a gareggiare col Team Americano per i Giochi Panamericani a Rio de Janeiro. Compete solo alle parallele asimmetriche e alla trave, contribuendo a far vincere alla squadra americana l'oro e vincendo la medaglia d'argento alle parallele asimmetriche e alla trave nel concorso individuale.
Ai Campionati Nazionali ottiene il suo punteggio più alto alle parallele asimmetriche, vincendo per la terza volta consecutiva il titolo su questo attrezzo. Tuttavia, durante il concorso generale, cade e fa diversi errori, finendo al terzo posto, dietro alla connazionale e vincitrice della medaglia d'oro Shawn Johnson.
Viene chiamata dal Team Americano per partecipare ai Mondiali di Stoccarda, in Germania. Alle parallele asimmetriche riceve il punteggio di 16.375, il più alto della giornata e dell'intera competizione.
Nella finale individuale, durante una serie di salti, cade dalla trave e conclude così la competizione al quinto posto. Nella finale ad attrezzo, comunque, Nastia guadagna un punteggio di 16.025 alla trave, vincendo la medaglia d'oro. Vince inoltre la medaglia d'argento alle parallele asimmetriche, con un punteggio di 16.300.

### 2008: campionati nazionali di Boston e Olimpiadi di Pechino
L'American Cup a New York è la prima competizione della stagione. Qui batte Shawn Johnson, vincitrice del titolo nel 2007, e riconquista così il suo titolo.
Nel mese di marzo, Nastia gareggia ai Pacific Rim Championships a San Jose, dove vince una medaglia d'oro insieme alla Squadra Americana. Vince inoltre un oro al concorso individuale e alla trave. Alle parallele asimmetriche raggiunge il suo punteggio migliore di sempre (16.650), ma in finale cade e arriva al secondo posto.
Ai Campionati Nazionali a Boston, cade durante l'esercizio al corpo libero. Tuttavia riesce a classificarsi seconda nel concorso generale dietro a Shawn Johnson. Riconquista il suo titolo di Campionessa Nazionale alla trave e difende per il quarto anno consecutivo il suo titolo alle parallele asimmetriche, con un punteggio di 17.050 durante i preliminari e 17.100 in finale. A giugno, Nastia compete alla gara per scegliere le ginnaste che parteciperanno alle Olimpiadi. Si classifica seconda, dietro alla Johnson, ed entra quindi a far parte del team che gareggerà a Pechino.

#### Olimpiadi di Pechino 2008
Arriva seconda nelle qualificazioni della competizione generale con 62.375 punti, dietro per 0,35 punti alla connazionale e compagna di stanza Shawn Johnson. Si è anche qualificata alle finali di tre attrezzi: trave, parallele asimmetriche e corpo libero.
Nella finale a squadra, Nastia compete su tre attrezzi: trave, parallele asimmetriche e corpo libero. Il suo punteggio alle parallele è di 16.900 ed è stato il punteggio più alto dell'intera competizione. Arriva seconda alla trave col punteggio di 15.975. Durante il corpo libero, esce fuori dalla pedana e perde 0.10 punti di penalità e finisce l'esercizio con 15.200 punti. Con il Team Americano vince la medaglia d'argento con una differenza di 2.375 punti dietro alla Cina.
Vince l'oro nel concorso generale con 63.325 punti, davanti a Shawn Johnson (62.725). Diventa così la terza Americana ad aver vinto un concorso generale insieme a Mary Lou Retton nel 1984 alle Olimpiadi di Los Angeles e Carly Patterson nel 2004 alle Olimpiadi di Atene.  Ed è anche la quarta volta in cui due atlete della stessa nazione si classificano ai primi due posti della classifica.
Nella finale di corpo libero, svolge una buonissima routine e vince la medaglia di bronzo, dietro alla connazionale Shawn Johnson e alla rumena Sandra Izbașa. Alle parallele asimmetriche vince l'argento, mentre la cinese He Kexin l'oro. Vince anche l'argento alla trave con 16.025 punti dietro a Shawn Johnson. È una delle ginnaste americane ad aver vinto più medaglie in un'unica Olimpiade.

### 2009: Campionati Americani e probabile ritiro
Nella sua prima apparizione nel post-Olimpiade, partecipa al CoverGirl Classic, gareggiando solo alla trave. Arriva seconda, dietro alla compagna di squadra Ivana Hong. Ai Campionati Americani pensa di partecipare sia alle parallele asimmetriche che alla trave, ma ancora una volta decide di gareggiare solo alla trave. Arriva al quarto posto e pensa di partecipare ad un quarto Campionato Mondiale, cosa che poi non farà.

### 2012: Il ritorno e il definitivo ritiro
Nel 2011 annuncia il suo ritorno alle competizioni agonistiche. Debutta il 26 maggio 2012 ai Secret U.S. Classic competendo alla trave e ottenendo un buon 14.900. Dall'8 al 10 giugno partecipa ai Visa Championships. Durante la prima giornata, compete alla trave e alle parallele asimmetriche, ottenendo rispettivamente 15.100 e 13.150 punti. Durante la giornata finale, a causa di diversi errori in entrambi gli attrezzi, non vince alcuna medaglia. Conclude l'esperienza nazionale arrivando diciannovesima alle parallele e sesta alla trave. Ai Trials Olimpici, l'ultima tappa per selezionare le ginnaste che parteciperanno alle Olimpiadi di Londra, compete solo a parallele (14.050 punti a causa di uno sbilanciamento) e trave (14.500 punti) Nella seconda giornata, esegue una buona trave (14.950) ma cade malamente dalle parallele asimmetriche. Non entra a far parte della squadra olimpica e si ritira il giorno stesso, con una standing ovation da parte dei 18.000 spettatori.

## Televisione
Oltre alle competizioni, Nastia ha fatto un cameo nel film Stick It e in un episodio del 2008 di Gossip Girl. Ha affermato di voler diventare attrice in futuro. Dopo le Olimpiadi di Pechino, appare in diversi talk show degli Stati Uniti, tra cui quello di Oprah Winfrey.
È apparsa anche in un episodio della seconda stagione di Make It or Break It - Giovani campionesse, come guest star nel telefilm Hellcats e nella pubblicità dell'Adidas, insieme a Nadia Comăneci.